# Cipollino

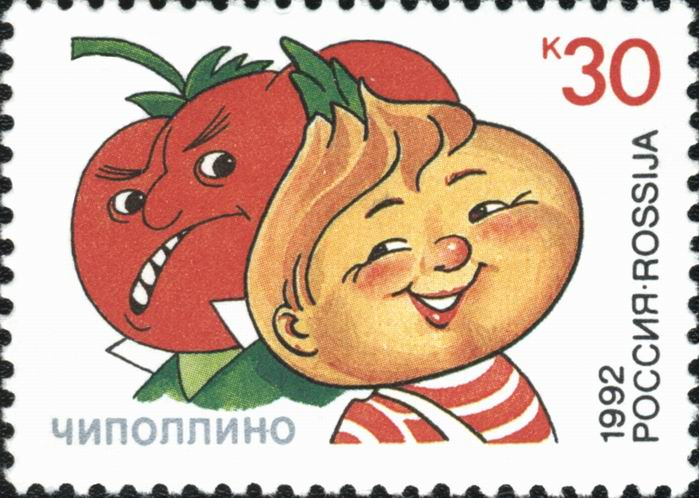
Cipollino y el caballero Tomate en un sello ruso de 1992

Cipollino (también llamado Chipolino, Cebollino, Cebollín o Cebolleta en las adaptaciones al español) es el protagonista del cuento infantil epónimo Las aventuras de Cipollino (en italiano Le avventure di Cipollino) del autor italiano Gianni Rodari, que fue publicado por primera vez en 1951 como La novela de Cipollino (it. Il Romanzo di Cipollino).
Las aventuras de Cipollino es un cuento infantil cuyo tema principal es la lucha de las clases bajas contra los poderosos, el bien contra el mal y la importancia de la amistad para hacer frente a las dificultades. Cipollino fue enormemente popular en la antigua Unión Soviética, hasta el punto de haber tenido varias adaptaciones cinematográficas animadas y una adaptación en ballet, con música de Karen Jachaturian y coreografía de Guénrij Mayórov, estrenada en la Ópera Nacional de Ucrania "Taras Shevchenko" en 1974.

## Argumento
En un mundo fantástico habitado por vegetales antropomórficos, el niño-cebolla Cipollino lucha contra el trato injusto de sus compatriotas por parte de la realeza (el Príncipe Limón y el malvado Caballero Tomate). Las aventuras de Cipollino es una crítica ácida a la opresión, al totalitarismo, al feudalismo, a las desigualdades, a las injusticias y a la monarquía.

## Adaptaciones cinematográficas
- Cipollino (en ruso Чиполлино), una película animada de 1961 del estudio de animación soviético Soyuzmultfilm.
- Cipollino, película soviética de 1973 dirigida por Tamara Lisitsian.